# Камйонка (гміна Віскіткі)
Камйонка (пол. Kamionka) — село в Польщі, у гміні Віскітки Жирардовського повіту Мазовецького воєводства.
Населення — 178 осіб (2011).
У 1975-1998 роках село належало до Скерневицького воєводства.

## Демографія
Демографічна структура станом на 31 березня 2011 року:
|          | Загалом | Допрацездатний вік | Працездатний вік | Постпрацездатний вік |
| -------- | ------- | ------------------ | ---------------- | -------------------- |
| Чоловіки | 79      | 16                 | 58               | 5                    |
| Жінки    | 99      | 27                 | 56               | 16                   |
| Разом    | 178     | 43                 | 114              | 21                   |